# Praia do Almoxarife (Areal)

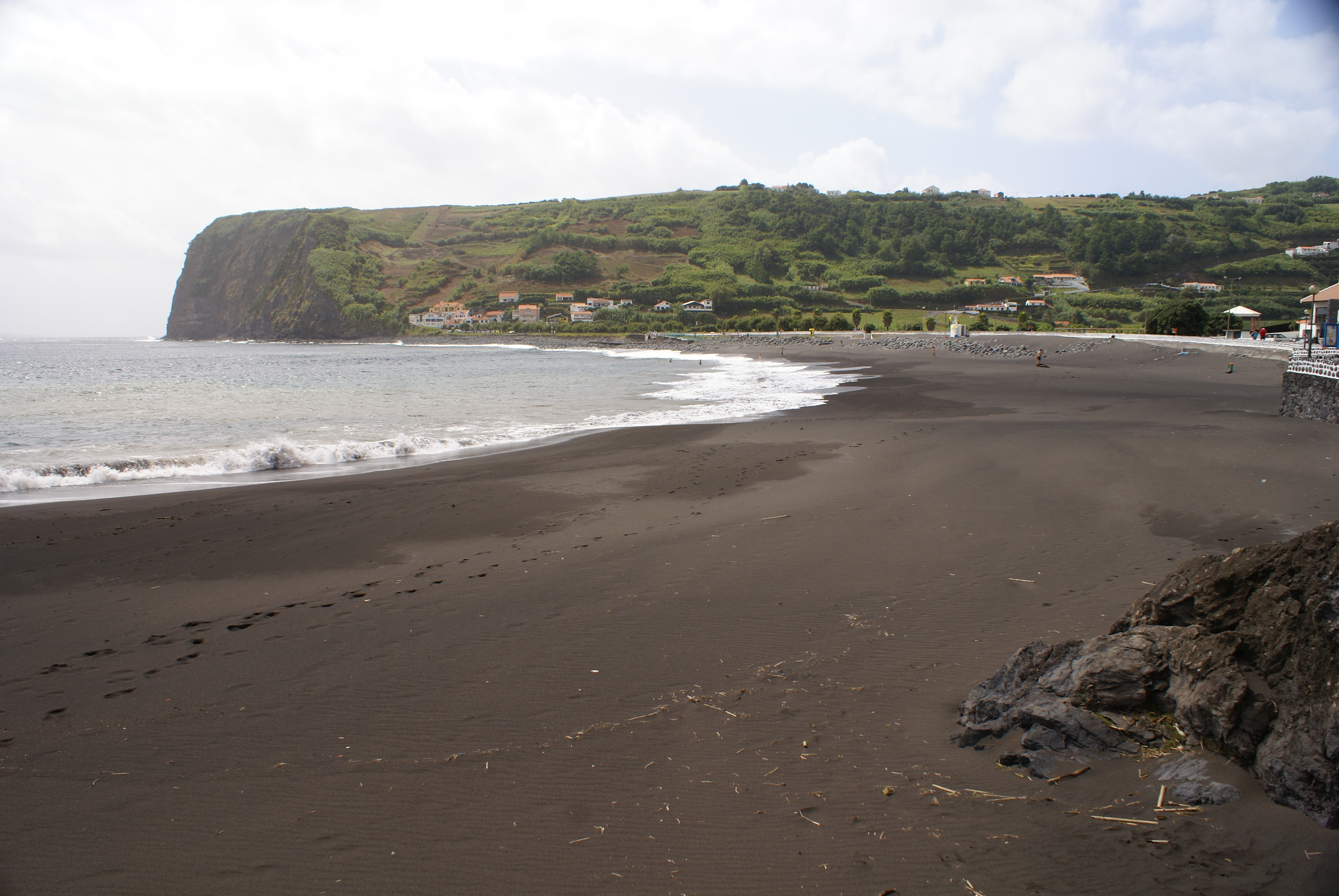
Praia do Almoxarife, areal.

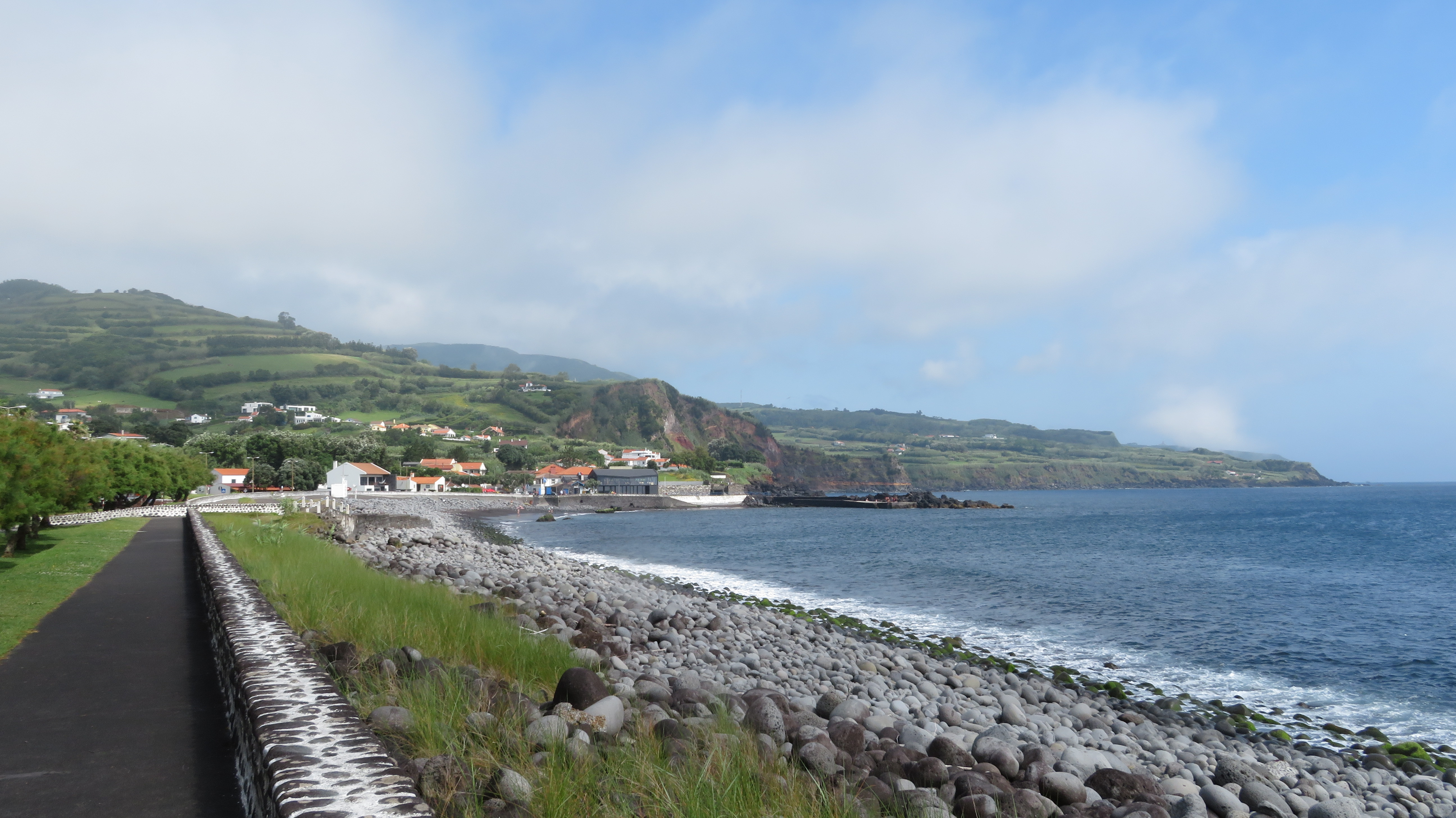
Praia do Amoxarife

A Praia do Almoxarife é uma praia de areia fina de tons acastanhados localizada na freguesia do mesmo nome (Praia do Almoxarife), concelho da Horta, arquipélago dos Açores.
Esta praia, encontra-se entre os maiores areais da ilha do Faial. A vista é soberba dado que mesmo em frente se encontra a ilha do Pico onde a imponente Montanha do Pico domina o horizonte.
Esta praia encontra-se próxima ao parque de campismo da Praia do Almoxarife facto que lhe traz, principalmente no Verão, grande quantidade de pessoas.
É dotada com vigilância e equipamentos de apoio, tais como esplanadas e restaurantes.